# Miguel Pardeza
Miguel Pardeza Pichardo (La Palma del Condado, 8 februari 1965) is een voormalig Spaans voetballer. Hij was een van de vijf leden van La Quinta del Buitre. Na zijn spelerscarrière was hij van 2009 tot 2014 sportdirecteur van Real Madrid.

## Clubcarrière
Pardeza werd geboren in La Palma del Condado, een gemeente in de Spaanse provincie Huelva. Hij genoot zijn jeugdopleiding bij Real Madrid, waar hij in een talentvol beloftenelftal terechtkwam met onder andere Emilio Butragueño, Manuel Sanchís, Míchel en Rafael Martín Vázquez. De Spaanse krant El País bracht op 14 november 1983 een artikel uit van de hand van journalist Julio César Iglesias waarin bovengenoemd vijftal geroemd werd. Iglesias gaf Pardeza, Butragueño, Martín Vázquez, Míchel en Sanchís de bijnaam La Quinta del Buitre, naar de bijnaam van Butragueño (El Buitre).
Op 31 december 1983 maakte Pardeza zijn officiële debuut in het eerste elftal van Real Madrid: trainer Alfredo Di Stéfano liet hem in een competitiewedstrijd tegen RCD Espanyol in de 83e minuut invallen voor Uli Stielike. Pardeza mocht dat seizoen nog twee keer opdraven in het eerste elftal, maar daarna was het wachten tot na zijn uitleenbeurt aan Real Zaragoza in het seizoen 1985/86 vooraleer Pardeza volop zijn kans kreeg bij de club. Toen hij in het seizoen 1986/87 de torenhoge verwachtingen niet helemaal kon waarmaken, trok Pardeza in 1987 op zijn 22e op definitieve basis naar Zaragoza. Pardeza was zo het eerste lid van de Quinta del Buitre die Real Madrid verliet.
Pardeza, die tijdens zijn eerste passage bij Zaragoza de Copa del Rey had gewonnen, won deze prijs in 1994 opnieuw, ditmaal als aanvoerder. Een jaar eerder had Zaragoza, zonder Pardeza, de bekerfinale verloren van Real Madrid. In 1995 won Zaragoza onder trainer Victor Fernández met Europacup II zijn tweede Europese prijs, opnieuw met Pardeza als aanvoerder. In 1997 trok hij na tien jaar de deur achter zich dicht bij Zaragoza om zijn carrière te gaan afsluiten bij Puebla FC, de Mexicaanse club waar eerder ook Real Madrid-legende Pirri zijn laatste voetbalkunstjes vertoonde.

## Interlandcarrière
Pardeza speelde tussen 1989 en 1990 vijf interlands voor Spanje. Hij maakte op 11 oktober 1989 zijn interlanddebuut in een WK-kwalificatiewedstrijd tegen Hongarije. Een jaar later selecteerde bondscoach Luis Suárez hem voor het WK 1990, waar hij enkel in de laatste groepswedstrijd tegen België in actie kwam. De WK-wedstrijd tegen België was meteen zijn laatste interland.

## Erelijst
Real Madrid
- Landskampioen

1986/87
 Real Zaragoza
- Copa del Rey

1985/86, 1993/94
- Europacup II

1994/95